# دم‌خاری‌ها
دم‌خاری‌ها (نام علمی: Telacanthura) یک سرده بادخورک از خانواده بادخورکان است. این سرده دربردارندهٔ گونه‌های زیر است:
- دم‌خاری سیاه (نام علمی: Telacanthura melanopygia)
- دم‌خاری خالدار (نام علمی: Telacanthura ussheri)